# 歌声与微笑
《歌声与微笑》是中国大陆一首广受欢迎的青少年歌曲，由王健作词、谷建芬作曲。

## 历史
1986年8月，作词家王健收到上海国际友好城市电视节组委会的约稿信，要求为电视节创作歌曲，用四到六句歌词表达“友谊、交流、合作、发展”主题。 谷建芬回忆称，其收到组委会发来的若干未署名歌词，经过反复比稿，从中选出了这首她认为是最好的作品，并且很快完成了谱曲，正好就是好友王健创作的《歌声与微笑》，笑指“匿名也没有挡住咱们俩的合作”。歌曲于首届“上海国际友好城市电视节”上，由上海小荧星少儿合唱团进行首度表演，因旋律优美，琅琅上口，广受好评，成为上海电视节的会歌。1988年的六一儿童节，《歌声与微笑》在央视专题节目中播出受到欢迎，在1989年中国中央电视台春节联欢晚会上，中央电视台银河少年电视艺术团演绎了这首歌曲，从而广泛传唱开来，成为一首具有代表性的少儿歌曲，并被收录于中小学音乐教材。
2007年11月，“嫦娥一号”搭载着《歌声与微笑》进入到月球轨道。2009年，在首都各界庆祝中华人民共和国成立60周年大会上，《歌声与微笑》作为大会压轴曲目演绎。2012年，《歌声与微笑》成为每年央视六一晚会所演唱的结束曲。
台湾歌手蔡琴、中国歌手李志亦曾翻唱过该歌曲。《歌声与微笑》亦被作为中国大陆部分城市的广场音乐喷泉的背景音乐，如潮州人民广场。
2023年9月30日，在美国华盛顿特区国家广场举行的第四届「世界文化节」上，华人千人合唱团现场演唱了《歌声与微笑》等两首歌曲。